# Brünn (podobóz KL Auschwitz)
Brünn – niemiecki nazistowski podobóz Auschwitz-Birkenau, zlokalizowany w Brnie.
Obóz znajdował się w budynku Akademii Technicznej SS i Policji w Brnie, na terenie ówczesnego Protektoratu Czech i Moraw i był najdalej oddalonym podobozem od Auschwitz. Z powodu niekompletnych zapisów obozowych nie ustalono kto zarządził utworzenie podobozu, jednakże byli więźniowie zeznawali, że 2 października 1943 na stację kolejową w Brnie przyjechał pierwszy transport więźniów, liczący 251 osób. Większość więźniów stanowili Polacy pochodzący z różnych miast, m.in. z Katowic, Krakowa, Lublina i Poznania.
Podczas pierwszego dnia funkcjonowania obozu więźniowie zostali podzieleni na oddziały według specjalizacji na stolarzy, murarzy, szklarzy, ślusarzy oraz elektryków. Więźniowie pracowali przy pracach budowlanych, w ślusarni i kuźni, przy kopaniu fundamentów obiektów gospodarczych i przy wyładunku sprzętu laboratoryjnego. Wiosną 1944 utworzono oddział składający się z 20 więźniów skierowanych do pracy w pobliskiej posiadłości Einhorn. Kiedy prace budowlane zmierzały ku końcowi, więźniów zaczęło powoli odsyłać do Auschwitz. Ostatnia większa grupa więźniów opuściła Brünn w maju 1944 i została skierowana do podobozu Monowitz. Po tym w obozie pozostała grupa około 50 więźniów, z których część pracowała przy maszynie drukarskiej. W styczniu 1945 w obozie pozostało 37 więźniów, którzy w kwietniu 1945 zostali przewiezieni do Austrii. W obozie zginęła co najmniej jedna osoba.
Z powodu braku kuchni jedzenie sprowadzano do obozu z pobliskiego więzienia Špilberk, a same racje żywnościowe były mniejsze niż racje w Auschwitz, śniadanie składało się tylko z kawy, na obiad więźniowie otrzymywali litr zupy na wodzie z dodatkiem jęczmienia lub ziemniaków, bardzo rzadko z dodatkiem tłuszczu lub mięsa. Raz w tygodniu więźniowie otrzymywali kromkę chleba oraz po kawałku kiełbasy z koniny. Więźniowie często chorowali na biegunkę oraz owrzodzenie. W obozie istniała tylko przychodnia lekarska, przez co więźniowie z poważniejszymi przypadkami chorób byli wysyłani do szpitala w Brnie.
Po wojnie w budynku, w którym znajdował się podobóz powstało Gimnazjum Biskupie w Brnie (Biskupské Gymnasium Brno), w którym 4 października 2013 miała miejsce uroczystość odsłonięcia tablicy upamiętniającej podobóz. W celu upamiętnienia została również wydana dwujęzyczna publikacja autorstwa Bohdana Piętki i Markéty Tardy.